# Шевроле, Луи
Луи Джозеф Шевроле (англ. Louis-Joseph Chevrolet, 25 декабря 1878, Ла-Шо-де-Фон, Невшатель, Швейцария — 6 июня 1941) — американский автогонщик и автомобилестроитель швейцарского происхождения.
Основатель в 1911 году компании Chevrolet и в 1916 году компании Frontenac Motor Corporation, которая изготавливала гоночные комплектующие для Ford Model T.

## Биография и карьера
Он был вторым ребёнком в семье Жозеф-Фелисьян и Мари-Анн Анжелин, урождённой Маон. Родился в Ла-Шо-де-Фон, кантоне Невшатель, являющегося центром часовой промышленности, на северо-западе Швейцарии. В 1886 году семейство Шевроле покинуло страну и переехало в город Бон департамента Кот-д’Ор Франции. Там юный Луи стал получать свои технические навыки и проявлять интерес к велосипедным гонкам.

### Ранние годы

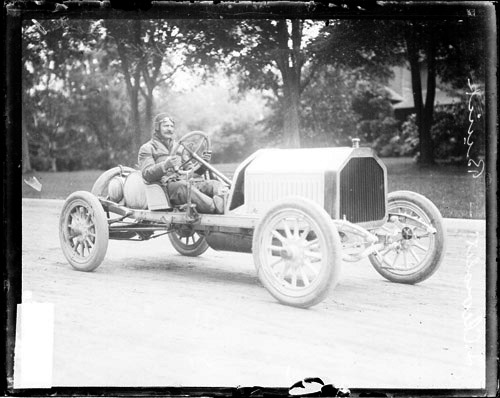
Луи Шевроле в бьюике, 1909 год.

С 1895 по 1899 годы Шевроле работал в мастерской Роблина. Затем отправился в Париж и проработав там короткое время в 1900 году эмигрировал в Монреаль, Канада, устроившись работать механиком. На следующий год он переехал в Нью-Йорк, где некоторое время работал в инженерной компании своего товарища, также швейцарского иммигранта. Затем переехал для работы в Бруклине у французского автопроизводителя De Dion-Bouton.
В 1905 году он женился на Сюзанна Треву, у них было двое сыновей. В том же году FIAT его наняли водителем гоночного автомобиля и год спустя стал работать в филадельфийской компании по разработке революционного переднеприводного гоночного автомобиля. Его гоночная карьера продолжилась в качестве водителя Бьюика и он становится другом и соратником владельца компании Buick, Уильяма Дюранта, основавшего General Motors. В 1909 Луи участвовал в гоночном состязании Giants Despair Hillclimb.
Имея относительно небольшое формальное образование, Шевроле изучил разработку двигателя во время работы на Buick и в 1909 году начал конструирование своего собственного двигателя для новой машины. В своей собственной автомастерской на Grand River Boulevard в Детройте, штат Мичиган, он собрал 6-цилиндровый двигатель с верхним расположением клапанов.

### Компания Шевроле
3 ноября 1911 года Шевроле с Дюрантом основали в Дейтройте компанию Chevrolet Motor Car Company. Их инвестиционными партнёрами стали Уильям Литтл (изготовитель автомобиля Little) и доктор Edwin R. Campbell, зять Дюрана и друг Сэмюэля Маклаглина (англ. Samuel McLaughlin) из канадской автомобилестроительной компании McLaughlin automobile. По разным историям, эмблемой автомобиля был взят модифицированный крест из символики Швейцарии в честь родины Шевроле, либо с фрагмента обоев парижского гостиничного номера, в котором останавливался Луи.
У Шевроле с Дюрантом возникли разногласия по конструкции автомобиля и последний в 1915 году продал свою долю и основал в Канаде McLaughlin’s Company. В 1916 году акции Шевроле были проданы холдингу General Motors, включая выкуп контрольного пакета акций Дюрана, и к 1917 году компания Шевроле с Луи в качестве сооснователя была объединена с General Motors и в 1918 году выкуплены остатки долгов Шевроле у Маклаглина. Предварительно в 1918 году McLaughlin Car Company была объединена с Chevrolet Motor Company of Canada Ltd. и была названа General Motors Canada, это сделано до включения в состав General Motors Corporation в США, когда General Motors Company, основанная в Нью-Джерси, была упразднена.

### Компании Frontenac и American car
В 1916 году Луи Шевроле со своими братьями основали Frontenac Motor Corporation для изготовления гоночных комплектующих к Ford Model T.
В этом же году в Нью-Арке была основана American Motors Corporation (по-видимому связанная с более известной American Motors) с Луи Шевроле в качестве вице-президента и главного инженера. К 1918 году она производила автомобили на заводе в Плейнфилд, штат Нью-Джерси. В 1923 она объединилась с Bessemer Motor Truck Company из Пенсильвании в компанию Bessemer-American Motors Corporation, которая просуществовала менее года до слияния с компаниями Winther и Northway в Amalgamated Motors. Последняя прекратила существование, по-видимому, вскоре после этого.

### Автогонки
В середине 1910-х годов Луи Шевроле сместил свои интересы в гоночную промышленность и организовал партнёрство с Хауард Блад для создания гоночного автомобиля Cornelian, который он использовал для участия в 20-х автогонках 500 миль Индианаполиса в 1915 году. В 1916 году он со своими младшими братьями Гастоном и Артуром Шевроле основали Frontenac Motor Corporation, разрабатывающую и производящую линейку гоночных автомобилей. Помимо прочего, они стали известны своим гоночным Fronty-Ford.
Луи выходил пять раз в турниры 500 миль Индианаполиса и финишировал со своим лучшим результатом на 7 месте в 1919 году. Артур участвовал в соревнованиях дважды, а Гастон победил в гонках на одном из их гоночных фронтиаков в чемпионате Championship Car Racing 1920 года.

### Смерть
Шевроле умер в Детройте 6 июня 1941 года и похоронен на кладбище Holy Cross and Saint Joseph в Индианаполисе.

## Память
- На входе в музей автогонок Индианополиса в Спидвей, штат Индиана, в честь заслуг Луи Шевроле установлен мемориал. Памятник создан Фрэдом Уэллманом и скульптуром Адольфом Уолтером в период 1968—1970 и установлен весной 1975 года. В центральном месте мемориала изображён бронзовый бюст Шевроле с гоночным шлемом на голове и в защитных очках; бюст установлен на мраморное и гранитное квадратное основание.